# Verneuil, Marne

Verneuil este o comună în departamentul Marne, Franța. În 2009 avea o populație de 831 de locuitori.